# Громово (Ульяновская область)
Громово — железнодорожный разъезд (населённый пункт) в Радищевском районе Ульяновской области, в составе Ореховского сельского поселения.

## География
Населённый пункт расположен при остановочном пункте Громово (бывшая станция Куйбышевской железной дороги), в восточной части Радищевского района примерно в 26 км по прямой от рабочего посёлка Радищево (53 км по автодорогам).

## История
Станция Громово введена в эксплуатацию 1 ноября 1942 года в рамках участка Сенная - Сызрань, являющегося частью так называемой "Волжской рокады", меридиональной железнодорожной магистрали, построенной в прифронтовых условиях вдоль правого берега Волги.

## Население
Динамика численности населения по годам:
| Годы      | 2002 |
| --------- | ---- |
| Население | 21   |

| 2010 |
| ---- |
| 15   |

Национальный состав
Согласно результатам переписи 2002 года в населённом пункте проживали русские (62 %) и мордва (38 %).